# Tarnawa Krośnieńska
Tarnawa Krośnieńska (dawna niem. nazwa Tornow) – wieś w Polsce położona w województwie lubuskim, w powiecie krośnieńskim, w gminie Bobrowice.
W latach 1975–1998 miejscowość administracyjnie należała do województwa zielonogórskiego.

## Nazwa
W kronice łacińskiej Liber fundationis episcopatus Vratislaviensis (pol. Księga uposażeń biskupstwa wrocławskiego) spisanej za czasów biskupa Henryka z Wierzbna w latach 1295-1305 miejscowość wymieniona jest w zlatynizowanej formie Tarnava. Pierwsza wzmianka o miejscowości Tarnawa pochodzi z około 1300 roku. Książę Joachim i jego brat margrabia Albrecht w 1510 roku nadali wieś Tornow w formie lenna braciom von Rothenburg. Źródła około 1700 roku odnotowały kolejnych właścicieli, którymi byli członkowie rodziny Zettritzów, a około 1790 roku baronów von Troschke

## Zabytki
Do wojewódzkiego rejestru zabytków wpisane są:
- kościół ewangelicki, obecnie rzymskokatolicki filialny pw. Najświętszego Serca Pana Jezusa, oktagonalny. Świątynia barokowa, wzniesiona w 1713 roku przez Daniela Lichta z Krosna Odrzańskiego[7]. Powstał dzięki fundacji Anny Eleonory von Luck, wdowy po właścicielu Tarnawy z rodziny von Zettritz[3]. Na początku XX wieku odnowiono empory oraz ołtarz. Jest to budowla założona na rzucie ośmioboku, z wyodrębnioną po stronie wschodniej półkolistą zakrystią. Pokryty jest ośmiospadowym dachem mansardowym, zwieńczonym drewnianą latarnią natomiast zakrystia daszkiem czterospadowym[3]. We wnętrzu zachowały się jednokondygnacyjne empory wsparte na drewnianych filarach. W centralnej partii sklepienia widnieje płaskorzeźbiona rozeta z dwoma herbami inicjałami fundatorki świątyni i datą rozpoczęcia budowy „1712”[8]. Elementami zabytkowego wyposażenia są: barokowy ołtarz z obrazami Ostatnia Wieczerza i Ukrzyżowanie Chrystusa oraz ławki i dzwon z 1900 roku[8].
- cmentarz przykościelny